# Khristos Volikakis
Khristos Volikakis (en grec demòtic Χρήστος Βολικάκης) (Volos, 25 de març de 1988) és un ciclista grec, que s'ha especialitzat en la pista.

## Palmarès en pista
- 2005
  -  Campió del món júnior en Keirin
- 2007
  - Medalla d'or al Campionat dels Balcans en Keirin
  - Medalla d'or al Campionat dels Balcans en Velocitat per equips
  -  Campió de Grècia en Keirin
  -  Campió de Grècia en Velocitat per equips
- 2009
  -  Campió de Grècia en Keirin
  -  Campió de Grècia en Quilòmetre
- 2010
  -  Campió de Grècia en Keirin
  -  Campió de Grècia en Quilòmetre
  -  Campió de Grècia en Velocitat per equips
- 2011
  -  Campió de Grècia en Keirin
  -  Campió de Grècia en Quilòmetre
  -  Campió de Grècia en Velocitat
  -  Campió de Grècia en Velocitat per equips
  -  Campió de Grècia en Persecució per equips
- 2012
  -  Campió de Grècia en Keirin
  -  Campió de Grècia en Quilòmetre
- 2013
  - Medalla d'or al Campionat dels Balcans en Keirin
  - Medalla d'or al Campionat dels Balcans en Velocitat
  - Medalla d'or al Campionat dels Balcans en Quilòmetre
  - Medalla d'or al Campionat dels Balcans en Velocitat per equips
- 2014
  -  Campió de Grècia en Keirin
  -  Campió de Grècia en Quilòmetre
  -  Campió de Grècia en Velocitat

### Resultats a laCopa del Món en pista
- 2011-2012
  - 1r a Astanà, en Keirin